# Edelsvärd
Edelsvärd är en svensk adelsätt av finländskt ursprung som härstammar från nedre Savolax. 

## Historik
Äldste dokumenterade stamfader är häradsskrivaren Zacharias Olofsson Meinander (död efter 1708). Hans sonsons son landshövdingen i Uleåborgs län Adolf Meinander (1762–1804), adlades 9 december 1802 på Stockholms slott av Gustav IV Adolf med namnet Edelsvärd, och introducerades 28 maj 1803 under nr 2178.
Originalsköldebrevet förvaras i Riddarhuspalatset.
Släktnamnet vidarefördes av Adolph Edelsvärds två söner, Wilhelm Edelsvärd (1798–1858) och Adolf Fabian Edelsvärd (1801–1850), som bägge blev svenska armeofficerare. Wilhelm Edelsvärds son var Adolf W. Edelsvärd (1824–1919), som under 40 år ledde Statens järnvägars arkitektkontor.
Även om Wilhelm Edelsvärd 1850 flyttade tillbaka till Finland och blev finländsk medborgare året efter, följde inte sonen efter. Släkten fortlever därför inte i Finland. Den 31 december 2013 var 145 personer med efternamnet Edelsvärd och 11 personer med efternamnet Edelswärd bosatta i Sverige. Så långt det är möjligt att bedöma, tillhör de alla den yngre grenen efter Adolf Fabian Edelsvärd.

## Personer med efternamnet Edelsvärd
- Wilhelm Edelsvärd (1798–1858), finländsk-svensk militär, ingenjör och lantbruksförfattare
- Adolf W. Edelsvärd (1824–1919), svensk arkitekt och fortifikationsofficer
- Wilhelm Edelsvärd (1869–1961), svensk kammarherre, engagerad för turism och försvar

## Vapenbeskrivning
| ”                             | En blå sköld med en stolpe af gull, hvari föreställes ett med udden upvändt blått svärd. På hvarje sida om stolpen synas trenne öfver hvarandra stälda och till höger vända, springande hermeliner af silfver. Den öpna tornere-hjelmen är betäckt med en af gull och blått virkad krans, ur hvilken upstiga tvänne fanor, den högra af silfver och den vänstra blå, bägge med gyllene stänger försedde, och emellan dem en gyllene fascis eller uprättstående yxa med bladet til höger vändt och skaftet med ett risknippe ombundit. Vapentäcket är i dagen af gull och i grunden blått. Aldeles som det med sina rätta och egenteliga färgor här afmålat finnes | „ |
| – Originalbrev på riddarhuset | |   |